# Sue Rainsford
Œuvres principales
Follow me to ground
Sue Rainsford, née en 1988 à Dublin (Irlande), est une critique d’art et une écrivaine irlandaise. Ses deux romans fantastiques, Jusque dans la terre (Follow me to ground, 2018) et Jours de sang (Redder days, 2021) reçoivent un accueil critique favorable. Dans la presse française, elle est « une plume importante du body-horror» et  « s'affirme comme l'un des nouveaux visages de l'imaginaire anglo-saxon » .

## Biographie
Sue Rainsford naît et grandit à Dublin. Elle obtient un master en arts visuels au Bennington college de Vermont aux États-Unis. 
Elle écrit sur diverses formes d’art contemporain (peinture et sculpture, installations, installations sonores, films et vidéos), notamment quand elles sont l’œuvre d'artistes irlandais. Son travail dans ce domaine reçoit le VAI/DCC Critical Writing Award, décerné par le Dublin City Council Arts Office et Visual Artists Ireland, qui encourage et soutient le dialogue critique autour de la pratique des arts visuels contemporains.
Son premier roman, Follow me to ground (2018) met en scène, selon les mots de l’autrice, « une créature féminine intransigeante qui agit selon ses désirs. » Il obtient en 2019 le Kate O’Brien Award qui récompense un roman irlandais novateur écrit par une femme. Sa traduction en français en 2022, Jusque sous la terre, reçoit quant à elle le prix Imaginales 2023 du meilleur roman traduit.
Le second, Redder day (2021), est aussi traduit en français par Francis Guévremont et publié par les éditions Les Forges de Vulcain. C’est un roman dystopique sur l’impossibilité de l’innocence, la corruption et l’autoritarisme.

## Caractéristiques
Pour Alexis Brocas de La Tribune, les romans de Sue Rainsford sont de ceux qui « demandent une attention soutenue, une acceptation du mystère [et] un patient travail de reconstitution mentale ». Pour Frédérique Roussel  de Libération, l’autrice « détourne le sens de certaines réalités et immerge dans un univers surréaliste et horrifique. Pour Molly Dektar dans The New York Times elle distille une « poésie de l’horreur sachant éviter le gore ».
Le corps, « sa malléabilité et ses émanations », et particulièrement le corps féminin, occupe une place centrale dans l’œuvre de Sue Rainsford.
Selon Catherine Taylor de The Guardian, le point fort de l’écriture de Sue Rainsford est son style rapide, stimulant, et très imagé. Ann Dunne de l'Irish independent mentionne une belle prose, lyrique et tellurique, incantatoire.

## Œuvres
- Jusque dans la terre, Aux Forges de Vulcain, 2022 ((en) Follow me to ground, New Island Books, 2018  (ISBN 978-1-84840-688-9)), trad. Francis Guévremont, 224 p.  (ISBN 978-2-373-05638-9).
- Jours de sang, Aux Forges de Vulcain, 2024 ((en) Redder days, Doubleday, 2021  (ISBN 978-0-85752-679-3)), trad. Francis Guévremont, 368 p.  (ISBN 978-2-373-05771-3).